# Campus Konradsberg

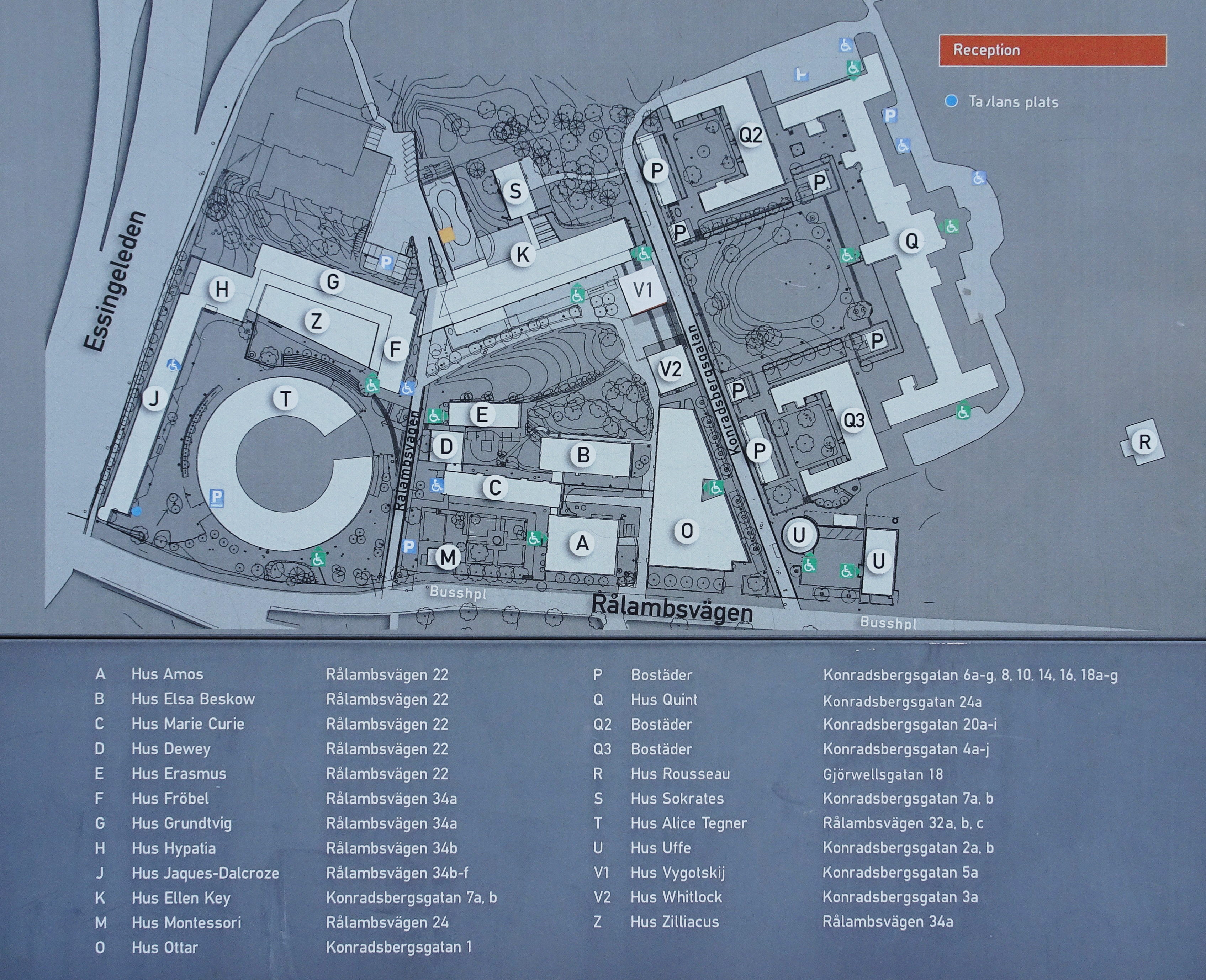
Campus Konradsberg infotavla.

Campus Konradsberg är ett 62 000 kvadratmeter stort campus beläget vid Rålambsvägen på Kungsholmen i stadsdelen Marieberg i Stockholm. Fastigheterna på Campus Konradsberg ägs och förvaltas av Skolfastigheter i Stockholm AB.

## Bakgrund

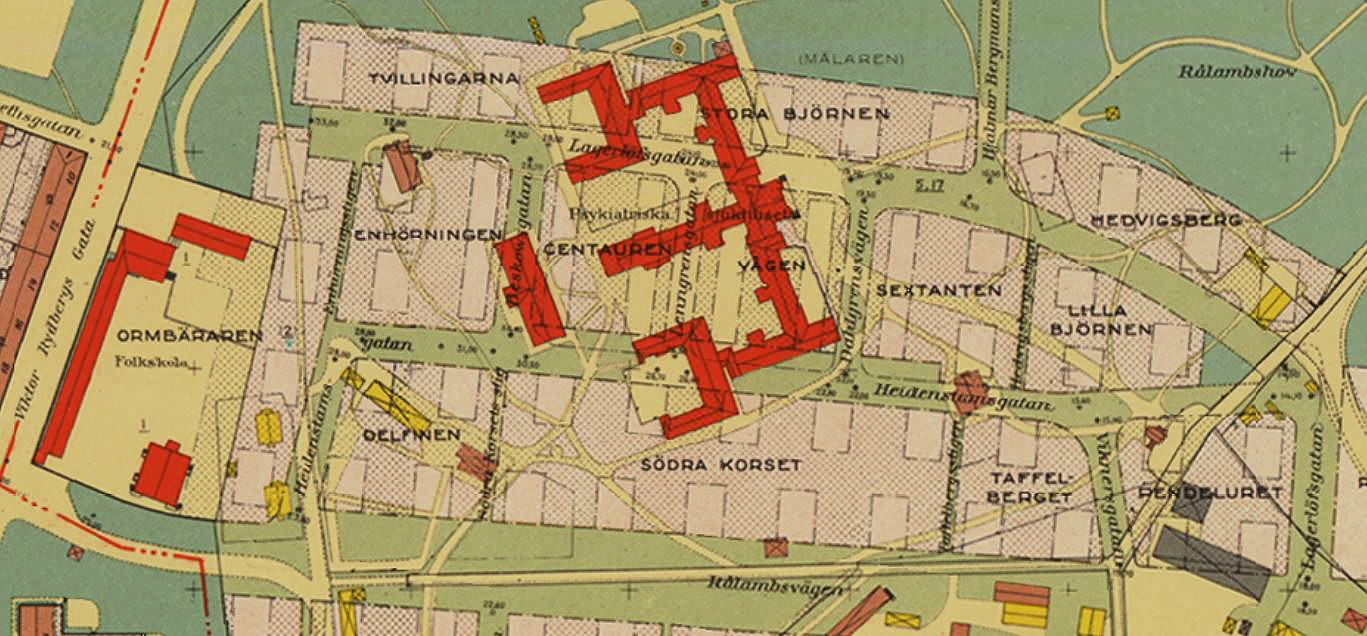
Konradsbergsområdet med planerade nya gator och kvarter 1940.

Campus Konradsberg har sitt namn efter mentalsjukhuset Konradsberg som uppfördes 1855–1871 efter ritningar av arkitekten Albert Törnqvist och är därmed den äldsta fastigheten på området. 1938 invigdes Fredhälls folkskola som ritades av Paul Hedqvist och står längst i väster på Campus Konradsberg. På 1950-talet tillkom ytterligare skolbyggnader i anslutning till folkskolan. Konradsberg användes för psykiatrisk vård fram till 1995. 
Redan på 1940-talet väcktes planer på att riva sjukhusens byggnader. Enbart folkskolan skulle stå kvar, resten inklusive hela Konradsbergsparken skulle omvandlas till bostadskvarter. På en stadsplan från 1944 framgår hur det var tänkt. Norr om den nyanlagda Rålambsvägen sträckte sig Heidenstamsgatan och Lagerlövsgatan med tvärgator Beskowgatan, Lenngrensgatan och Dahlgrensgatan. Man fortsatte på samma sätt som i Fredhäll att uppkalla gatorna efter kända författare. Kvarteren fick namn efter stjärnbilder som Delfinen, Södra Korset, Tvillingarna och Stora Björnen, Lilla Björnen, Enhörningen och Vågen. År 1943 revs Hedvigsbergs malmgård, en av de historiskt värdefulla byggnaderna, medan resten fick stå kvar. Omdaningen av Konradsbergsområdet till bostäder fullbordades bara delvis, planerna fanns dock fortfarande på 1980- och 1990-talen.

## Ett campus skapas

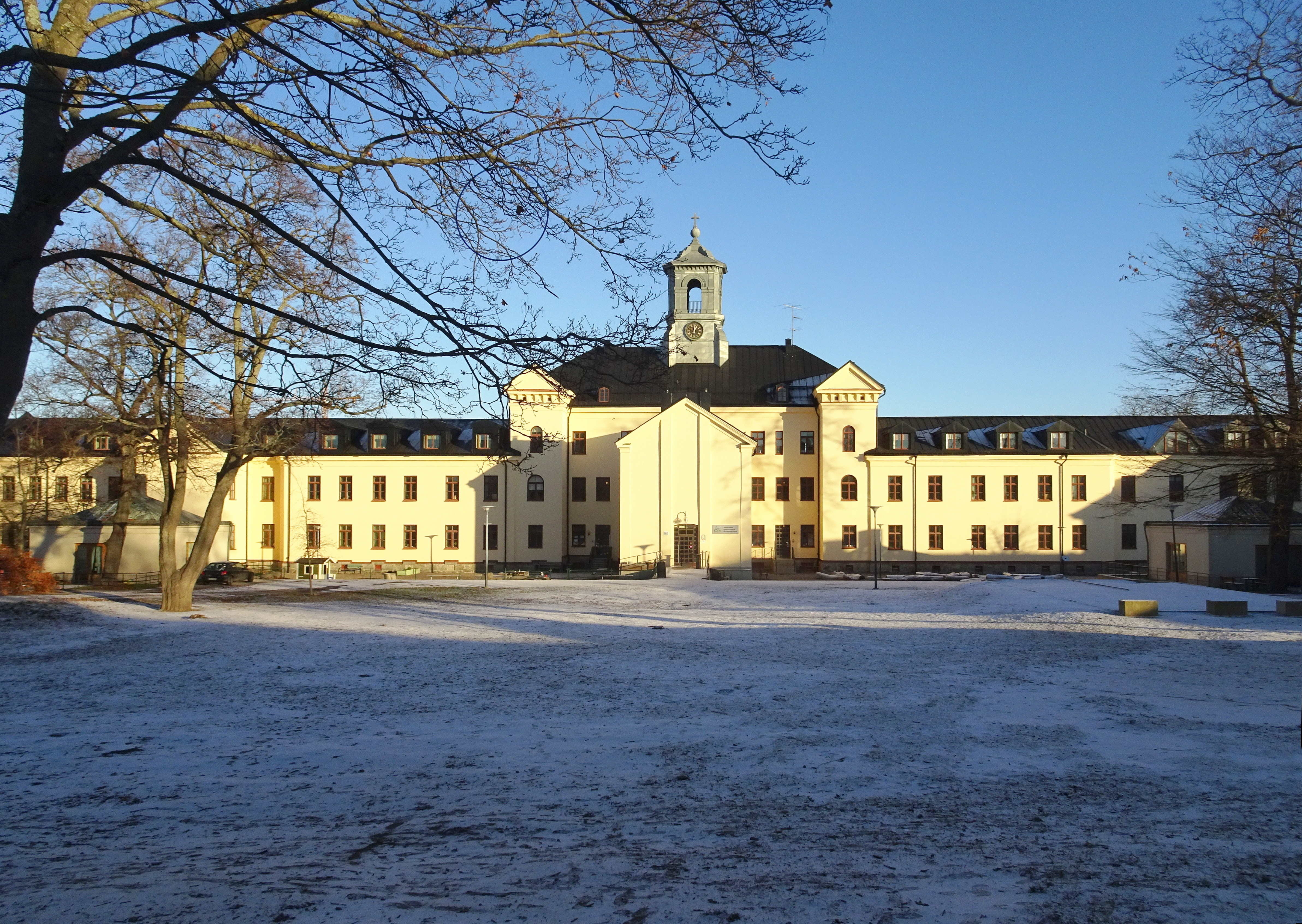
Konradsberg från 1860-talet är områdets äldsta byggnad. Här finns idag Stockholms Internationella Montessoriskola.

Först 1999 vann en ny detaljplan laga kraft som bevarade den största delen av de historiska byggnader på campusområdet och möjliggjorde omfattande om- och tillbyggnader. Området ägdes då av Akademiska Hus som lät bygga om och utöka bebyggelsen för Lärarhögskolan i Stockholm. Bland arkitekterna som anlitades fanns Brunnberg & Forshed arkitektkontor och Johan Celsings arkitektkontor. År 2003 flyttade Lärarhögskolan in i området som utöver utbildningslokaler även tillhandahöll en idrottsanläggning, kallad "Rörelsecentrum" (idag Konradsbergs idrottshall). Totalt iordningställdes 23 hus som är namngivna efter kända författare, psykologer, pedagoger och filosofer, exempelvis "Hus B" (Elsa Beskow), "Hus C" (Marie Curie), "Hus F" (Friedrich Fröbel), "Hus G" (Nikolaj Frederik Severin Grundtvig), "Hus J" (Émile Jaques-Dalcroze), "Hus R" (Jean-Jacques Rousseau), "Hus S" (Sokrates) och "Hus Q" (Stina Quint).
Redan några år efter inflyttningen beslutade Stockholms universitet att Lärarhögskola skulle integreras i universitetets övriga verksamhet på Frescati och lokalerna på Campus Konradsberg lämnades därför stegvis. Akademiska Hus valde därefter att utveckla Campus Konradsberg till ett skolcampus för skolor med speciell kompetens. Man tecknade ett avtal med Specialpedagogiska skolmyndigheten och flera specialskolor förlade sin verksamhet hit, bland dem Manillaskolan och Hällsboskolan samt Stockholms Internationella Montessoriskola. Den senare flyttade in i Konradsbergs gamla huvudbyggnad. Efter ändring till skolcampus får cirka 3 000 barn och ungdomar från förskola till gymnasium sin skolgång här. År 2014 sålde Akademiska Hus Campus Konradsberg till Skolfastigheter i Stockholm AB (SISAB). Fastighetsvärdet översteg två miljarder kronor.

## Byggnader och verksamheter i urval
- Hus J: Hällsboskolan, Stockholm
- Hus O, K, F, G, Z: Kungsholmens västra gymnasium
- Hus Q: Stockholms Internationella Montessoriskola
- Hus R: Reggio Emilia Institutet
- Hus T: Manillaskolan
- Hus U: Konradsbergshallen

## Bilder, byggnader i urval

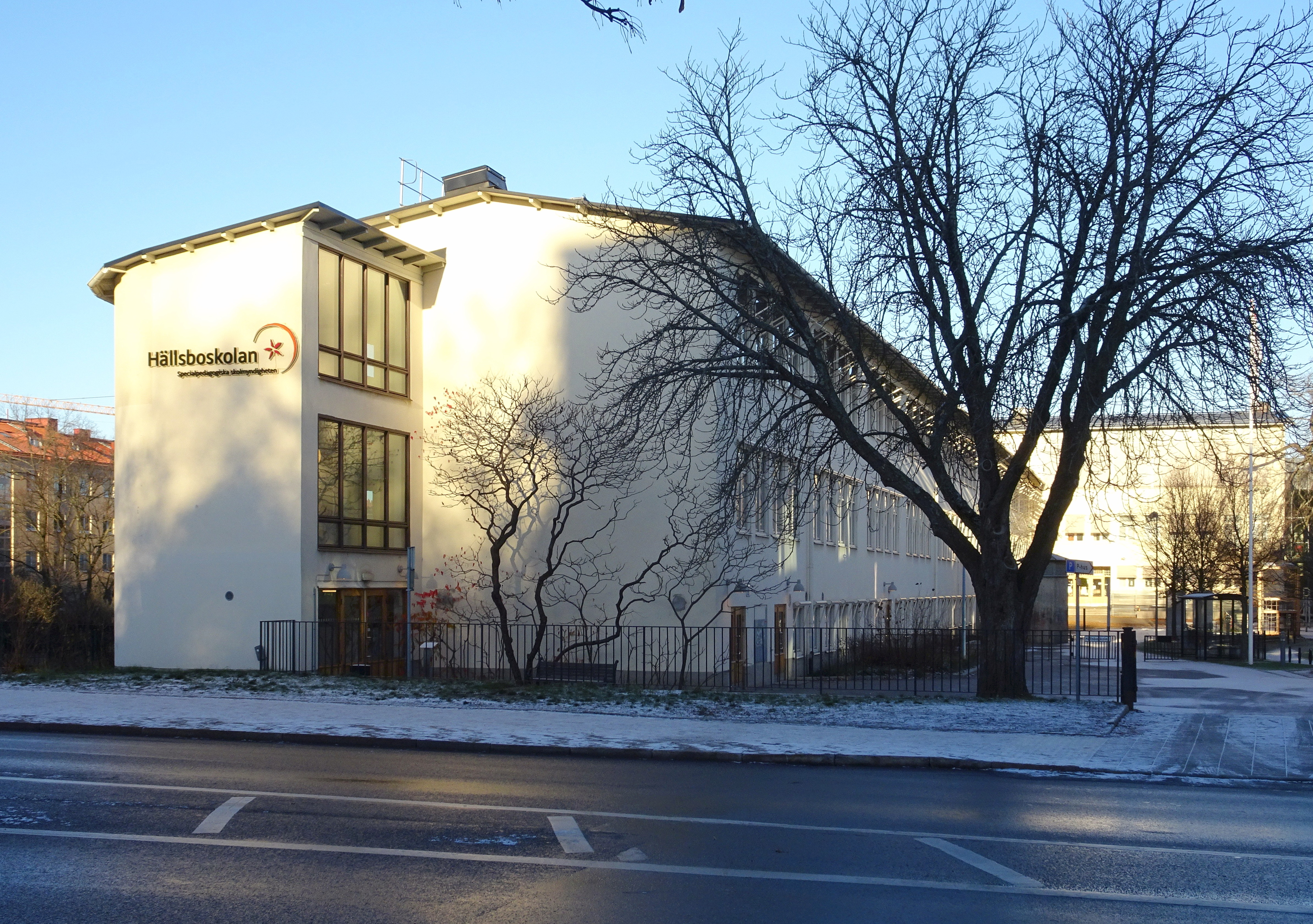
Hällsboskolan, Stockholm (Hus J)
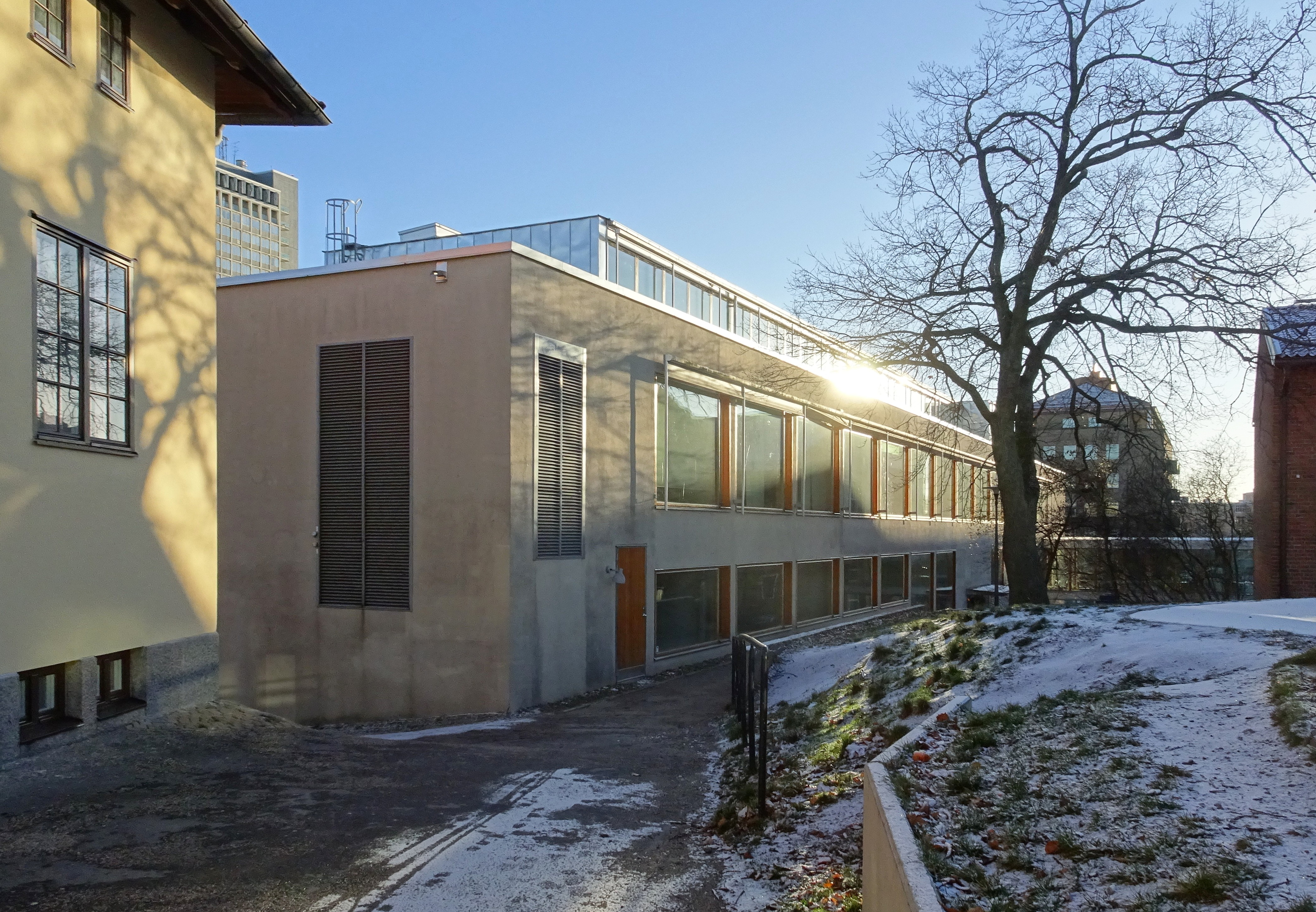
Kungsholmens västra gymnasium (Hus O)
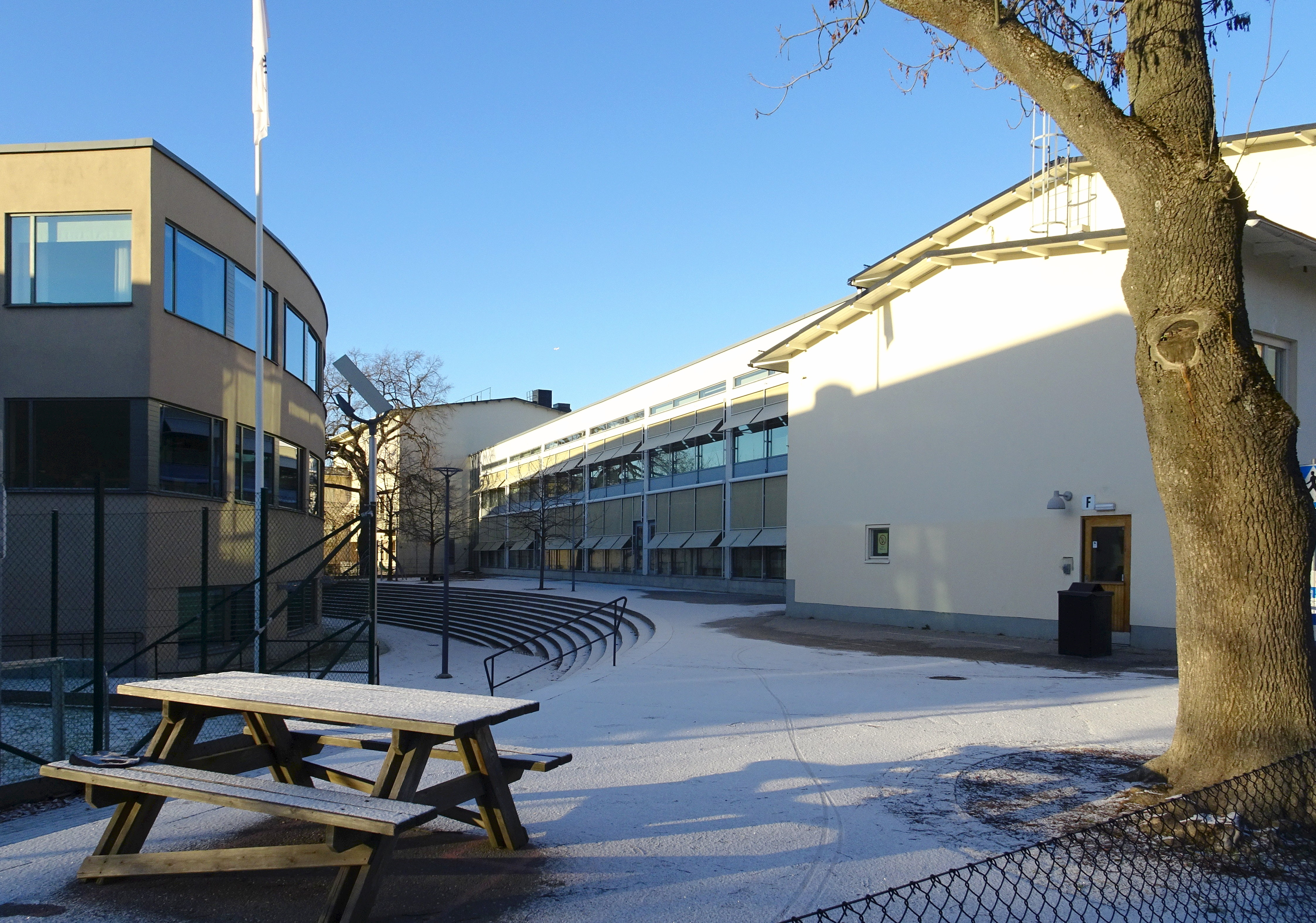
Kungsholmens västra gymnasium (Hus F, G och Z)
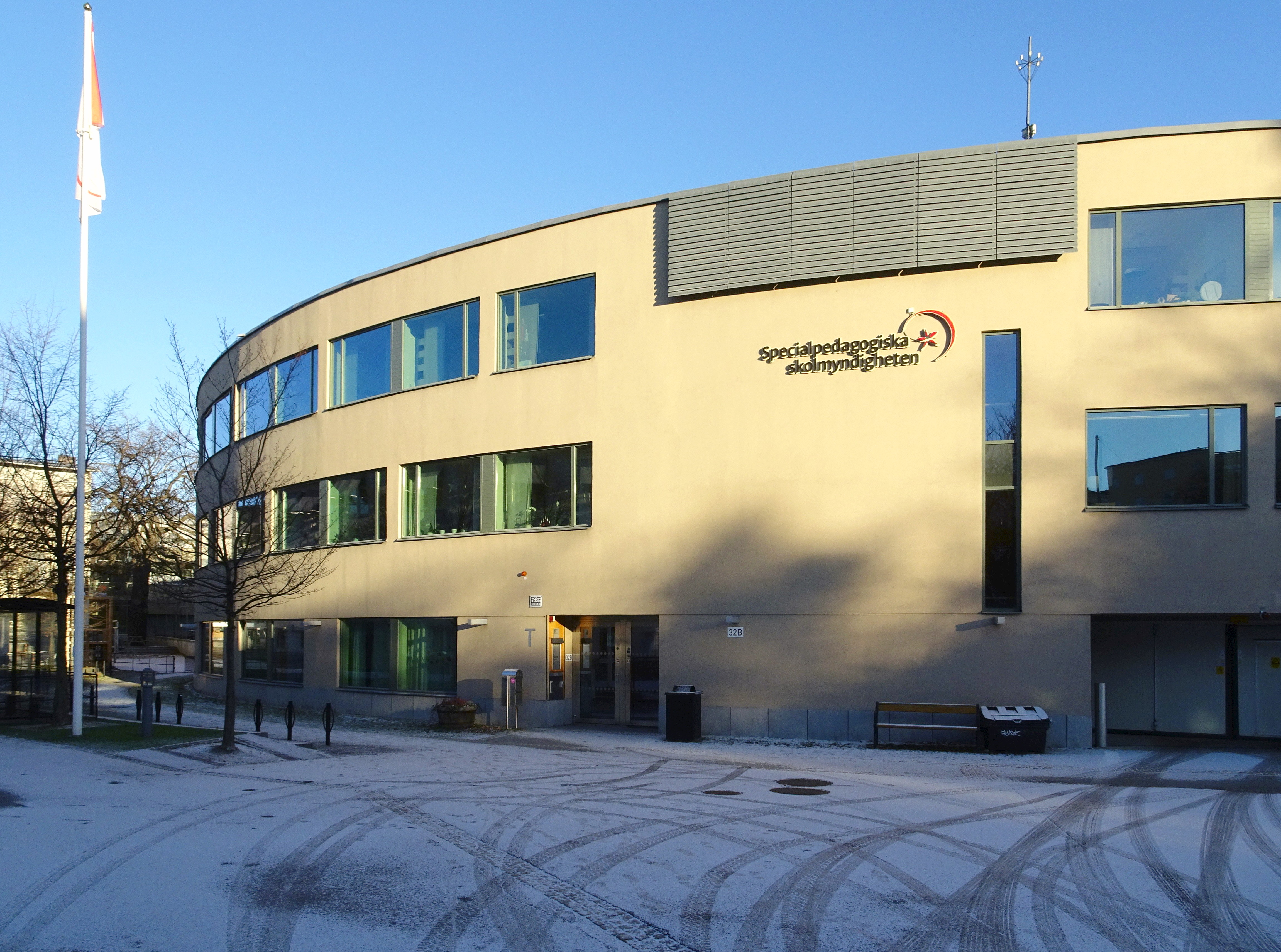
Manillaskolan (Hus T)
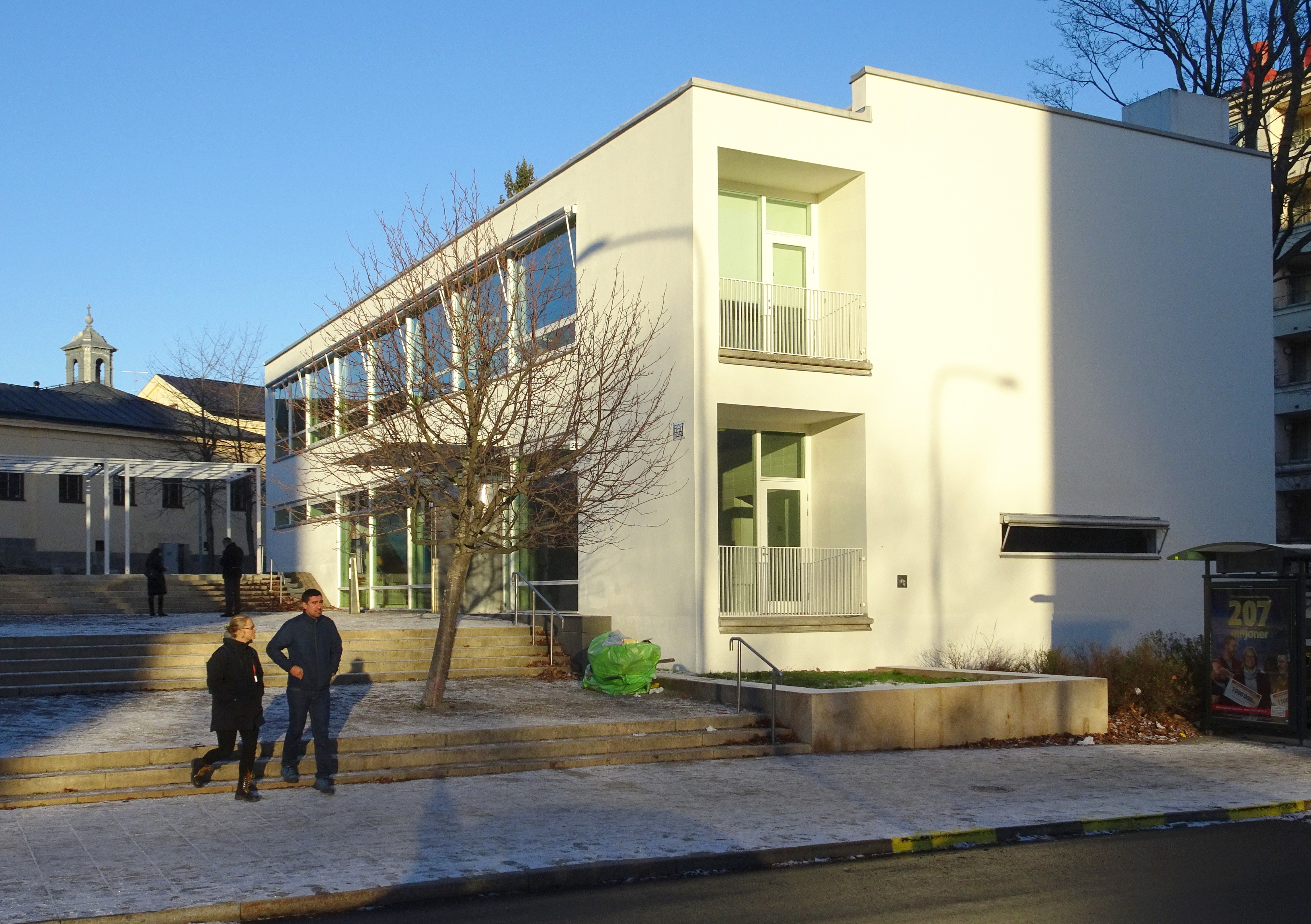
Konradsbergs idrottshall (Hus U)